# 仙寿院 (渋谷区)
仙寿院（せんじゅいん、法雲山仙寿院東漸寺）は、東京都渋谷区千駄ヶ谷にある日蓮宗の寺院である。旧本山は大野山本遠寺。通師・千駄ヶ谷法縁縁頭寺。

## 概要
仙寿院は徳川家康の側室養珠院（お万の方）ゆかりの寺社であり、養珠院が赤坂の紀州徳川家屋敷内に建立した草庵が始まりであるとされる。それが正保元年（1664年）、養珠院の実子で紀州徳川家初代・徳川頼宣によって現在地である千駄ヶ谷に移されたものである。仙寿院の境内、石段を上り詰めた本堂前の庭には、現在も養珠院の石碑が建っている。
江戸時代、この地は谷中の日暮里に風景が似ていることから「新日暮里（しんひぐらしのさと）」とも称され、浮世絵や『江戸名所図会』にもしばしば登場している。日暮里があまりに有名になったために、西方に新日暮里ができたのである。また、桜の名所として知られ、桜の季節には遠方からも花見客が集まり、酒屋や団子・田楽の店などが現れて賑わったという。
いまは国立競技場の南方の市街のなかになってしまっているが、明治28年（1895年）の東京実測図（5千分の1）では、渋谷川の東の台地にあって、渋谷川流域の水田と、代々木の森を見渡す台地となっている。『江戸名所図会』には、「此辺の地勢をよび寺院の林泉の趣、谷中日暮里に似て頗る美観たり。故に日暮里にかりそめ相対して、仮初に新日暮里と字せり。弥生の頃、欄漫たる花の盛りには大に群集せり。」とある。
現代になり、周辺の都市開発や付近を流れていた渋谷川の暗渠化などによって、往時の趣は失われた。また、近隣にある国立競技場などを会場として1964年（昭和39年）に開催された東京オリンピックの際には、高台に位置する仙寿院の墓地の下を貫通する形で都道が建設され、墓地下を千駄ヶ谷トンネルが通っている。墓地の下にオリンピック道路がついた際、一時話題になった。
現在の仙寿院の住所は東京都千駄ヶ谷二丁目24-1であり、仙寿院が位置する東京都道418号北品川四谷線（外苑西通り・キラー通り）と都道・補助24号線との交差点には「仙寿院交差点」の名称が付いている。

## お仲だんご
仙寿院の参道下、現在のビクタースタジオ付近には、江戸時代から明治元年まで「お仲だんご」という団子屋があった。
「お仲だんご」は、『江戸名所図会』や歌川広重の浮世絵にも描かれており、美人と評判の「お仲」や竹の皮で包んだ「古代餅」などから、仙寿院などを訪ねる人々などのあいだで人気を博していた。渋谷の金王八幡宮には、お仲が奉納した額があり、奉納者として「古代お仲」と書かれている。